# Most dziewięcioprzęsłowy w Hortobágy
Most dziewięcioprzęsłowy w Hortobágy – przeprawa na terenie węgierskiej miejscowości Hortobágy, którą zbudowano w latach 1827–1833. Konstrukcja w stylu klasycystycznym, zrealizowana została na podstawie projektu Ferenca Povolnego. Most powstał na miejscu starego mostu drewnianego.
Zbudowany w 1697 r. most drewniany ulegał szybkiemu zużyciu ze względu na duży ruch, a po pewnym czasie nie odpowiadał już potrzebom. Coraz częściej trzeba było go remontować, a na jego utrzymanie potrzeba było coraz więcej pieniędzy. Debreczyńscy handlarze bydłem w okresach, gdy Cisa wylewała, przepędzali swoje stada właśnie przez ten most do Szolnoku, a stamtąd do Wiednia. Poganiacze często oszukiwali na cle niedokładnie podając liczbę przepędzonych przez most zwierząt. W celu zapobieżenia temu, władze Debreczyna ustanowiły stałą straż na moście.
W 1825 władze Debreczyna zadecydowały o rozebraniu starego i wybudowaniu nowego, kamiennego mostu. Po zapoznaniu się z szeregiem propozycji, przyjęto projekt Ferenca Povolnego, który zaczęto realizować w 1827, a ukończono w 1833 r. Oczywiście wtedy stary most rozebrano. Oryginalne plany nowego, kamiennego mostu zaginęły.
Budowa kamiennego mostu nie odbyła się bez przeszkód. W grudniu 1827 komora królewska wstrzymała budowę i wezwała władze Debreczyna do modyfikacji planów, uważając, że należy zwiększyć przepływ. Pozwolenie na dalszą budowę dostarczono w sierpniu 1828 r. a co więcej komora królewska dołożyła się do budowy kwotą ponad 10 tys. forintów „wymiennych”. W 1831 r. rozpoczęła się budowa przęseł, ale miejscowy piasek okazał się bezużyteczny. Fakt ten zaostrzył relacje między majstrem a kamieniarzami. Cały potrzebny obrobiony kamień trafił na teren budowy w 1832 r. Problemy spowodował kamień potrzebny do wybrukowania jezdni. Przez przypadek trafiono do tokajskiego winiarza Ferenca Boronkai, który na terenie swojej winnicy miał niewielki kamieniołom wytwarzający znakomitą kostkę brukową. Debreczyn kupił od niego potrzebną ilość 40 „kubików”. Transport tokajskiego kamienia nie przebiegał szczęśliwie. Pewien przedsiębiorca z Tokaju załadował 14 „kubików” na statek, który zatonął jeszcze w tokajskim porcie. Wiosną 1833 r. rozpoczęto brukowanie jezdni, ale ponieważ prace wykonano niefachowo, trzeba było nawierzchnię usunąć. Z wielkimi trudnościami ukończono brukowanie jezdni 24.08.1833 r.
Dziewięcioprzęsłowy most stał się sławny, jako najdłuższy most drogowy w Królestwie Węgierskim. Odległość między przyczółkami leżącymi po obu stronach rzeki wynosiła 92,13 m, a ogólna długość 167,3 m. Służył ułatwieniu przepędu bydła przez pusztę. Povolny zaprojektował rozszerzone dojścia do mostu. Pędzone stado trafiało w ramiona mostu, ułatwiając tym samym zadanie pasterzom starającym się skierować na niego zwierzęta.
Minione stulecia nie spowodowały uszkodzeń w konstrukcji mostu. Na początku lat 80 XX w. z powodu zniszczeń powierzchni przygotowano plany remontu. Modernizację przeprowadzono w latach 1981-83.
Największym wydarzeniem w miejscowości jest odbywający się corocznie 20 sierpnia słynny Hídi vásár 'Jarmark mostowy', na którym swoje mistrzostwo prezentują przedstawiciele wszystkich tradycyjnych rodzajów rzemiosła. W czasach, zanim powstała miejscowość, był tu tylko most na rzece Hortobágy i karczma wraz z wozownią. Współcześni utożsamiali odbywający się tu jarmark z największym mostem Wielkiej Niziny Węgierskiej i od niego nazwali odbywający się przy nim jarmark, jarmarkiem mostowym – hídi vásár.
W 2009 r. w związku z wpisaniem go (jako części Parku Narodowego) na listę światowego dziedzictwa, most odnowiono. Zakres przeprowadzonych robót nie miał wpływu na florę i faunę Parku Narodowego Hortobágy, ale most został zabezpieczony.

## Galeria

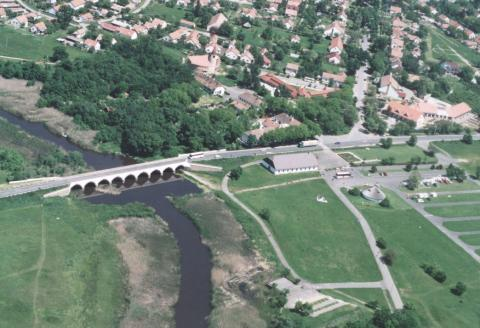
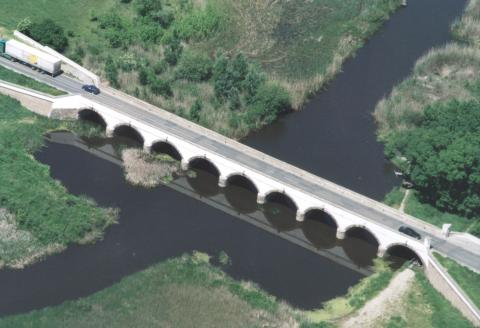
Zdjęcia lotnicze
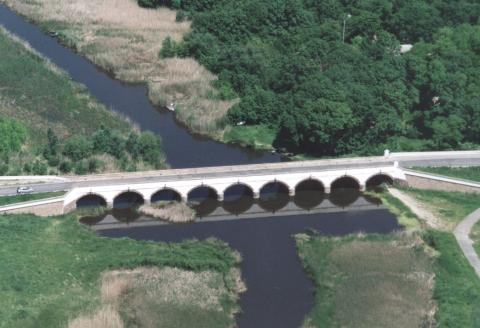
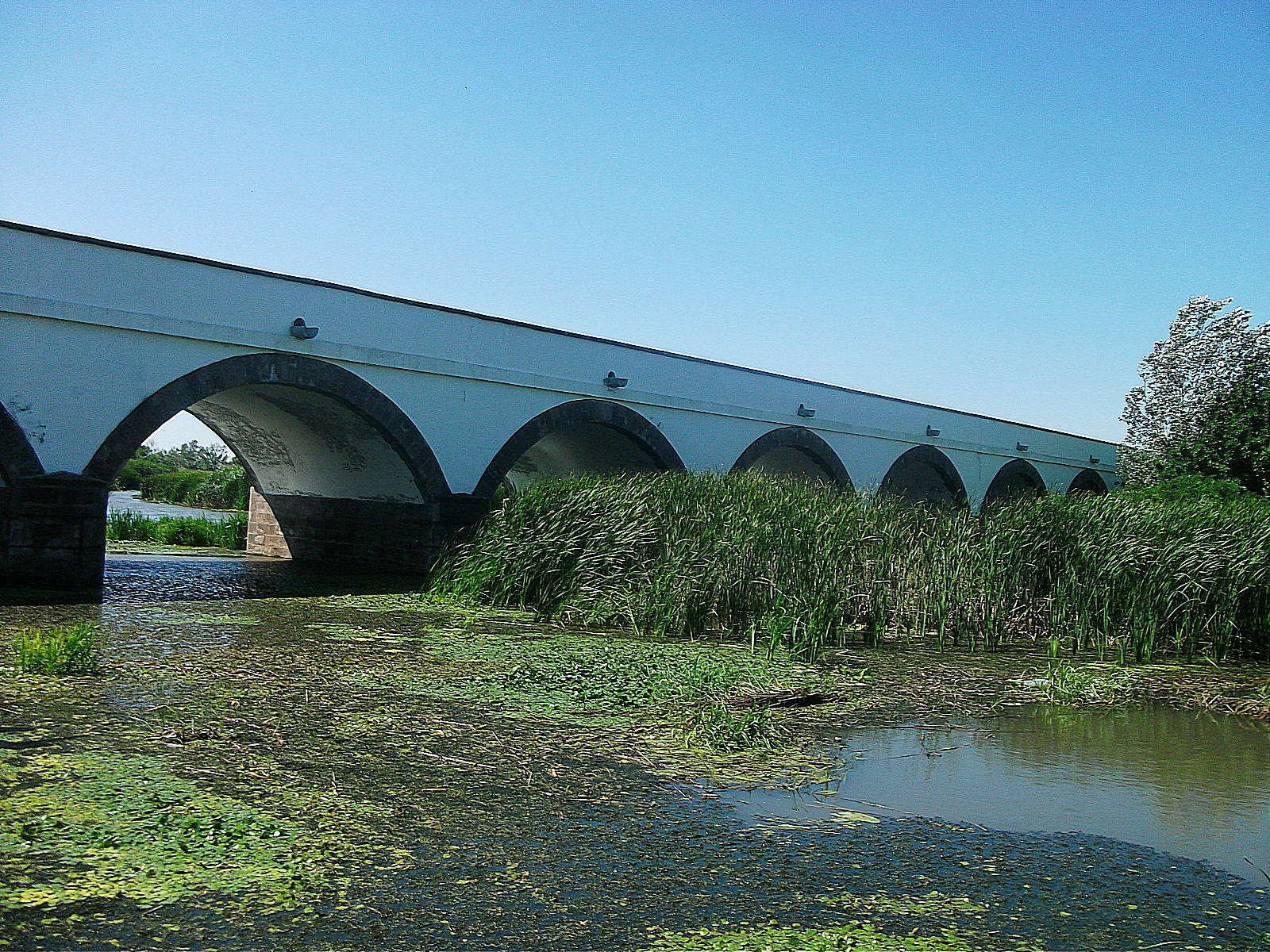
Widok mostu z dołu
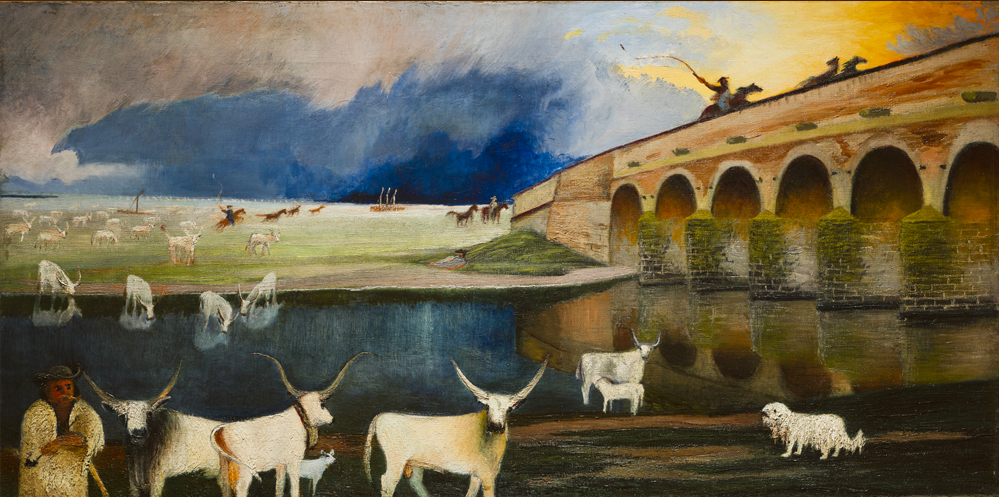
Tivadar Kosztka Csontváry: Burza w Hortobágy